# ماتي كرال
ماتي كرال هو لاعب كرة قدم سلوفاكي في مركز الوسط، ولد في 28 ديسمبر 1990 في نيترا في سلوفاكيا. لعب مع نادي نيترا.

## وصلات خارجية
- ماتي كرال على موقع قاعدة بيانات كرة القدم.إي يو (الإنجليزية)
- ماتي كرال على موقع Soccerway.com (الإنجليزية)